# Elecciones generales de Antigua y Barbuda de 1976
Las elecciones generales de Antigua y Barbuda de 1976 tuvieron lugar el 18 de febrero del mencionado año con el objetivo de elegir a los 17 miembros de la Cámara de Representantes, en base a cuya composición se integró el Senado, configurando ambas cámaras del Parlamento de Antigua y Barbuda para el período 1976-1981. Se trató de las segundas elecciones que tenían lugar después de la conversión de Antigua y Barbuda en un «Estado Libre Asociado» con el Reino Unido en febrero de 1967, las séptimas elecciones regulares de la historia antiguana y las sextas bajo sufragio universal.
Estos comicios se caracterizaron por una feroz polarización. El gobierno del Movimiento Laborista Progresista (PLM), encabezado por George Walter, enfrentaba un panorama económico complejo a raíz de la crisis del petróleo de 1973, mientras que enfrentaba un descontento interno cada vez mayor por su decisión de ampliar el gobierno para aumentar su poder personal, marginando a las demás facciones sindicales y políticas de la coalición que lo había llevado al poder en 1971. Por su parte, el Partido Laborista de Antigua (ALP), encabezado por Vere Bird, concurrió a los comicios reforzado por su reorganización interna, con los hijos de Bird asumiendo un papel destacado en el liderazgo luego de las rupturas que habían conducido a su anterior derrota. Para el día de la nominación de candidatos, la polarización bipartidista se había exacerbado al punto que no ningún tercer partido disputó la elección y solo el PLM y el ALP presentaron candidaturas en Antigua. En Barbuda, mientras tanto, el crecimiento de los regionalismos locales escindidos de ambos partidos llevó a que hubiera tres candidatos independientes, un preludio del surgimiento de los partidos localistas barbudenses.
El período previo a las elecciones estuvo marcado por crecientes denuncias de autoritarismo contra el gobierno de Walter, así como el surgimiento de los Combatientes por la Libertad de Antigua (AFF), que el gobierno denunció como un grupo terrorista alineado con el ALP. Los AFF realizaron atentados y difundieron propaganda agresiva contra el Estado. Por fuera del clima enrarecido por la violencia bipartidista y la crisis económica, la campaña se enfocó en la cuestión de la independencia completa de Antigua y Barbuda respecto de Gran Bretaña, con el PLM proponiendo una independencia inmediata y el ALP considerando que el archipiélago no estaba listo para acceder a la plena soberanía.
La participación fue la más alta en la historia electoral antiguana, alcanzando un 94,97% del electorado registrado. El PLM fue el partido más votado con un 49,87% de los votos, levemente por encima del ALP, que obtuvo el 49,01%. Sin embargo, debido al irregular sistema de circunscripciones uninominales, el ALP obtuvo una amplia victoria con 11 de los 17 escaños contra 5 del PLM. En Barbuda, por su parte, el popular dirigente nacionalista barbudense Claude Earl Francis obtuvo poco más del 31% en una competencia atomizada entre cinco candidatos y resultó electo parlamentario, dando inicio a un período de casi cuarenta años en los cuales fuerzas o figuras regionalistas controlarían el escaño de Barbuda en detrimento de los partidos nacionales. Vere Bird fue investido nuevamente como premier de Antigua y Barbuda. El ALP, encabezado por la familia Bird, gobernaría Antigua y Barbuda en el marco de un régimen hegemónico hasta 2004.

## Contexto
Las elecciones generales de 1971 resultaron en un aplastante triunfo para el Movimiento Laborista Progresista, encabezado por el líder sindical George Walter, que puso fin a dos décadas de hegemonía ininterrumpida del Partido Laborista de Antigua de Vere Bird. En el contexto de luchas internas en los sindicatos antiguanos y violencia institucional a finales de la década anterior, el nuevo gobierno llegó al poder en el marco de una creciente polarización partidista en el país, a pesar de su escasa población. El PLM había llegado al poder como consecuencia del debilitamiento del régimen de Bird y su ruptura con los sindicatos para apoyarse en los grupos inversionistas extranjeros. El gobierno de Walter estaba pensado como una coalición entre el sindicalismo disidente del ALP y facciones conservadoras encabezadas por el terrateniente blanco Robert Hall, que ejercería como su vicepremier. Sin embargo, desde antes de asumir, Walter operó para debilitar a las facciones rivales en el partido y fortalecer su propio liderazgo personal, una autocratización que fue comparada por los críticos con la que se había percibido en el ALP bajo el régimen de Bird.
El período de 1971 a 1976 vio a la crispación social y política dispararse aún más todavía debido a la creciente autocratización interna y externa de los dos partidos, así como la eliminación progresiva de los terceros minoritarios. Walter consolidó su control personal sobre el partido y el Estado mediante el uso de nombramientos estratégicos en el sector público, y amplió el tamaño del gobierno para distribuir lealtades y diluir el poder de los ministros. Al mismo tiempo, buscó reducir la independencia de la Unión de Trabajadores de Antigua o AWU, sindicato clave en su llegada al poder. Mientras tanto, en el ALP y a pesar de la derrota, Bird retuvo el control total y emprendió una fuerte purga interna para consolidarlo. El «círculo de Bird» (compuesto por sus hijos Vere Bird Jr. y Lester Bird) tomó un papel cada vez más protagónico en la toma de decisiones dentro del partido. Asimismo, el ALP se fortaleció al absorber formaciones de carácter conservador minoritario, como el Partido Popular de Antigua. También reforzó su dominio sobre su sindicato, el ATLU. El involucramiento de los jóvenes antiguanos en política partidista desde una edad muy temprana y un amplio despliegue mediático ayudaron a aumentar esta polarización.
El gobierno de Walter vio la aprobación de una extensa legislación social y laboral. La Ley de Seguridad Social, el Código Laboral (que fue copiado en varios otros territorios del Caribe) y la fundación del Banco de Desarrollo de Antigua y Barbuda fueron obra del gobierno del PLM. En octubre de 1975, poco antes de los comicios, se aprobó al Ley de Representación del Pueblo, que reemplazó a la ley electoral sancionada en 1970. Sin embargo el país, cada vez más dependiente de la industria turística y con una economía muy debilitada, resintió los efectos de la crisis del petróleo de 1973. Esto puso en duda la viabilidad de los principales proyectos políticos de Walter, que defendía la independencia total de Antigua y Barbuda como un Estado soberano y se oponía a las propuestas de Gran Bretaña de mantener el régimen actual en un marco federal. Mientras tanto, grupos opositores criticaron al gobierno de Walter como cada vez más autoritario e irracional, y sectores alineados con el ALP buscaron desestabilizarlo por diversos métodos legales e ilegales. Poco después de la derrota electoral, se formó el grupo Combatientes por la Libertad de Antigua (Antigua Freedom Fighters o AFF) que comenzó a realizar actos en contra del gobierno. Inicialmente, se limitaron a la distribución de propaganda agresiva y a la organización de protestas a pequeña escala, pero eventualmente comenzaron a perpetrar actos violentos. Las AFF se adjudicaron la responsabilidad de una serie de atentados con bomba (ninguno de ellos letal) entre 1971 y 1973. Esto llevó al gobierno de Walter a declarar a la organización un grupo terrorista. Clarence Pilgrim, militante laborista relacionado al grupo, fue detenido, después de lo cual la actividad de AFF disminuyó.

## Sistema electoral
| Mapa                   | Circunscripción      | Parlamentarios  | Parlamentarios | Parlamentarios |
| ---------------------- | -------------------- | --------------- | -------------- | -------------- |
|                        | St. John's City West | Donald Halstead |                | PLM            |
| St. John's City East   | Basil Peters         |                 | PLM            |                |
| St. John's City South  | Sidney Christian     |                 | PLM            |                |
| St. John's Rural West  | Selvyn Walter        |                 | PLM            |                |
| St. John's Rural South | Geoffrey Scotland    |                 | PLM            |                |
| St. John's Rural East  | Gerald Watt          |                 | PLM            |                |
| St. John's Rural North | Denfield Hurst       |                 | ALP            |                |
| St. Mary's North       | Robert Hall          |                 | PLM            |                |
| St. Mary's South       | Victor McKay         |                 | PLM            |                |
| St. Luke               | Wilbert Sterling     |                 | PLM            |                |
| All Saints             | George Walter        |                 | PLM            |                |
| St. George             | Sydney Prince        |                 | PLM            |                |
| St. Peter              | Joseph Myers         |                 | ALP            |                |
| St. Philip North       | Donald Sheppard      |                 | ALP            |                |
| St. Philip South       | Cyril James          |                 | PLM            |                |
| St. Paul               | Ernest Williams      |                 | ALP            |                |
| Barbuda                | Claude-Earl Francis  |                 | PLM            |                |

Los comicios se realizaron bajo el texto constitucional sancionado en febrero de 1967 y la Ley de Representación del Pueblo aprobada el 31 de octubre de 1975. Bajo las normativas constitucionales vigentes, Antigua y Barbuda era un «Estado Libre Asociado» con el Reino Unido, conservando a Isabel II como Reina y con un gobernador para representar al monarca localmente, manteniendo un sistema parlamentario basado en el modelo Westminster. La mayor parte del poder político sobre los asuntos internos estaba en manos del Parlamento de Antigua y Barbuda, el cual estaría compuesto por la Cámara de Representantes elegida por voto popular y directo para un mandato máximo de cinco años y el Senado designado en base al resultado de los comicios. El «Premier» y jefe de gobierno, designado por el gobernador en representación de la Reina, debía ser el miembro de la Cámara de Representantes que gozara de la confianza de una mayoría de sus miembros (en general, se presupondría que sería el líder del partido político que se asegurara una mayoría). Por su parte, el líder parlamentario del partido con más escaños que no formara parte del gobierno ocuparía el puesto de líder de la Oposición.
La Cámara de Representantes de Antigua y Barbuda se compone de diecisiete escaños, elegidos por medio de escrutinio mayoritario uninominal. Bajo este sistema, la isla de Antigua fue dividida en dieciséis circunscripciones, cada una de las cuales estaría representada por un miembro del Parlamento elegido a simple mayoría de votos. La isla de Barbuda tendría una única circunscripción separada. Todos los ciudadanos de Antigua y Barbuda mayores de dieciocho años y en pleno uso de sus facultades mentales tendrían derecho a voto. Después de las elecciones a la Cámara, se realizaría la designación del Senado, compuesto también por diecisiete senadores cuyo mandato duraría el mismo tiempo que durase el de la Cámara. Diez senadores serían designados por consejo del premier, cuatro por consejo del líder de la Oposición, uno por respaldo del legislativo local de Barbuda, un ciudadano de Barbuda y otro de Antigua a discreción del gobernador. Las vacantes que se produzcan en la Cámara durante la legislatura misma se cubren mediante elecciones parciales, realizadas dentro de los 120 días posteriores a producirse la vacancia.

## Partidos

### Movimiento Laborista Progresista
Desde las elecciones de 1971, el Movimiento Laborista Progresista había sido liderado casi indiscutidamente por George Walter y ninguno de los demás dirigentes del partido parecía lo bastante fuerte para amenazar su liderazgo. Sin embargo, su posición comenzó a debilitarse como consecuencia de la creciente autocratización interna del partido, lo que se tradujo en una constante insatisfacción por parte de sus miembros. Además, el gobierno de Walter enfrentó críticas por su gestión de los asuntos económicos y sociales del país, incluyendo problemas como el desempleo y la pobreza, y eso también repercutió en la actitud del partido hacia el gobierno. Para el momento previo a las elecciones, el PLM experimentaba una intensa polarización interna y una lucha por el control del partido. Esto se manifestaba en una serie de desafíos, incluyendo divisiones ideológicas y personales entre los líderes del PLM, así como conflictos relacionados con la dirección del partido y la estrategia política. Además, el PLM enfrentaba una creciente presión por parte del Movimiento Laborista de Antigua (ALP), su principal rival político, lo que exacerbaba las tensiones internas y amenazaba la cohesión del partido de cara a las elecciones. A medida que se acercaban las elecciones, el PLM se encontraba en medio de una crisis interna, con divisiones cada vez más evidentes y una falta de unidad en torno a su liderazgo y plataforma política. Estas tensiones internas debilitaron la capacidad del PLM para presentarse como una alternativa sólida frente al ALP, y minaron su unidad, dejándolos en una posición precaria para encarar la campaña electoral.

### Partido Laborista de Antigua
El Partido Laborista de Antigua estaba experimentó un período de renovación y fortalecimiento interno. Sin renunciar al liderazgo de Vere Bird, el ALP implementó estrategias para consolidar su apoyo y ampliar su base de votantes. Una de las tácticas clave fue el establecimiento de movimientos juveniles en todo el país, como el ALP Youth Movement (ALPYM), que tenía como objetivo asegurar la lealtad partidista entre los jóvenes desde una edad temprana. Estas organizaciones juveniles se convirtieron en canales importantes para reclutar nuevos miembros y transmitir la ideología del partido. Gran parte de este proceso implicó una presencia cada vez mayor por parte de los hijos de Bird, Vere Bird Jr. y Lester Bird, quienes a partir de entonces comenzarían a jugar un papel cada vez más dominante en la política del ALP. Con una formación totalmente unida y el cambio de numerosos candidatos del período anterior por nuevos, a la par que el oficialismo se fragmentaba, el ALP llegó a las elecciones fortalecido.

## Campaña
La campaña fue tensa y divisiva, con ataques personales mutuos entre los candidatos y militantes del PLM y el ALP. El PLM centró su discurso en defender sus cinco años de gestión, pero también en criticar duramente los años de hegemonía anteriores del ALP, describiendo el período anterior a su victoria en 1971 como un "paisaje político estéril". El tono del PLM fue considerado desdeñoso y soberbio, llegando incluso a sostener que el partido «toleraría mejor la oposición» debido «al nivel superior de educación e inteligencia de sus miembros». No obstante, el manifiesto del ALP tampoco escapó a esta retórica, buscando retratar a los líderes del PLM como incapaces y autoritarios, así como carentes de la capacidad «intelectual y programática» para liderar al pueblo. La campaña también vio un amplio despliegue de los dos principales medios de comunicación del país, el Workers' Voice (favorable al ALP) y el Antigua Star (favorable al PLM). Ambos periódicos utilizaban un lenguaje agresivo, emotivo y personalista en su cobertura política, lo que contribuía a intensificar el clima de polarización durante la campaña. Por fuera de la cobertura política, también impulsaron actos comunitarios encabezados por los partidos pero no relacionados directamente con la política, ayudando así a ambos partidos a ampliar su base de votantes.

## Resultados

### Nivel general
En términos de voto popular, se trató de los comicios más polarizados y ajustados en la historia de Antigua y Barbuda. El Movimiento Laborista Progresista obtuvo un 49,87% de los votos sobre el 49,01% del Partido Laborista de Antigua. Sin embargo, el sistema de escrutinio mayoritario uninominal, con el país dividido en diecisiete circunscripciones de población variable, condujo a una victoria desproporcionadamente alta para el ALP (a pesar de recibir menos votos que le PLM) con una mayoría absoluta de 11 escaños contra 5. Los mayores apoyos para el ALP se concentraron en el este de la isla de Antigua, con su mayor victoria en St. Philip North con un 66,84% de los votos, mientras que sus resultados más débiles se dieron en las áreas urbanas, con un 32,25% en el distrito urbano de St. John's City West como su peor resultado en Antigua. El panorama parlamentario del ALP pasó definitivamente a estar dominado por la familia Bird. Tanto Vere Bird como sus dos hijos resultaron electos parlamentarios y controlaron la nueva bancada del partido. Por su parte, el PLM sufrió un duro revés al perder ocho escaños respecto a las anteriores elecciones. Sin embargo, conservó buena parte de su preeminencia política en el oeste de Antigua y en la capital, Saint John, logrando su mejor resultado en St. John's City West con un 67,75%. No obstante, perdió buena parte de sus apoyos en áreas rurales ante el ALP, donde los laboristas recuperaron preeminencia. La dirigencia del partido logró retener sus escaños con facilidad, siendo el propio George Walter reelecto en All Saint's con un 60,30% y Robert Hall reelecto en St. Mary's North con un 52,89%. A pesar de la holgada mayoría obtenida, el triunfo del ALP fue en realidad muy frágil y dependió de triunfos ajustados en las circunscripciones del centro de la isla, con diferencias particularmente estrechas en St. Philip South (2 votos), St. John's Rural South (19 votos), St. John's City South (24 votos) y St. George (61 votos), una variación de estos resultados en tan solo 106 votos hubiera resultado en la victoria del PLM.
La mayor parte de la competencia bipartidista se limitó a Antigua. En Barbuda el líder nacionalista independiente y antiguo integrante del PLM Claude-Earl Francis obtuvo el 31,45% y resultó reelecto miembro del parlamento, con los votos divididos entre otros cinco candidatos. Tanto el ALP con un 21,26% como el PLM con un 19,09% obtuvieron sus peores resultados en la isla, mientras que más de un 60% de los votos se concentraron en candidatos regionalistas que compitieron como independientes. La elección marcó el alejamiento definitivo de Barbuda del comportamiento electoral de Antigua, y de hecho ningún partido nacional volvería a triunfar en la isla hasta que el ALP (reformado como ABLP) lo logró en 2014. En general, el panorama político barbudense a partir de esta elección (tanto en el plano del Consejo local como en la representación parlamentaria nacional) pasaría a estar dominado por los candidatos regionalistas e independentistas. Los tres candidatos independientes obtuvieron el 1,12% de los votos emitidos en toda la elección, los únicos votos que no fueron a parar al PLM o al ALP.
|  | 49.87 % |

|  | 49.01 % |

|  | 1.12 % |

|  | 98.87 % |

|  | 1.13 % |

|  | 100.00 % |

|  | 94.97 % |

### Resultados por circunscripción
|  | 67.75 % |

|  | 32.25 % |

|  | 97.45 % |

|  | 2.55 % |

|  | 100.00 % |

|  | 91.44 % |

|  | 54.93 % |

|  | 45.07 % |

|  | 99.64 % |

|  | 0.36 % |

|  | 100.00 % |

|  | 95.98 % |

|  | 50.97 % |

|  | 49.03 % |

|  | 99.84 % |

|  | 0.16 % |

|  | 100.00 % |

|  | 94.79 % |

|  | 51.60 % |

|  | 48.40 % |

|  | 98.75 % |

|  | 1.25 % |

|  | 100.00 % |

|  | 94.07 % |

|  | 50.51 % |

|  | 49.49 % |

|  | 99.26 % |

|  | 0.74 % |

|  | 100.00 % |

|  | 94.08 % |

|  | 58.57 % |

|  | 41.43 % |

|  | 99.19 % |

|  | 0.81 % |

|  | 100.00 % |

|  | 94.97 % |

|  | 62.76 % |

|  | 37.24 % |

|  | 100.00 % |

|  | 0.00 % |

|  | 100.00 % |

|  | 91.35 % |

|  | 52.89 % |

|  | 47.11 % |

|  | 99.86 % |

|  | 0.14 % |

|  | 100.00 % |

|  | 96.40 % |

|  | 67.12 % |

|  | 32.88 % |

|  | 99.18 % |

|  | 0.82 % |

|  | 100.00 % |

|  | 97.23 % |

|  | 59.88 % |

|  | 40.12 % |

|  | 97.29 % |

|  | 2.71 % |

|  | 100.00 % |

|  | 96.83 % |

|  | 60.30 % |

|  | 39.70 % |

|  | 99.12 % |

|  | 0.88 % |

|  | 100.00 % |

|  | 94.09 % |

|  | 51.62 % |

|  | 48.38 % |

|  | 99.05 % |

|  | 0.95 % |

|  | 100.00 % |

|  | 96.89 % |

|  | 58.53 % |

|  | 41.47 % |

|  | 95.99 % |

|  | 4.01 % |

|  | 100.00 % |

|  | 96.15 % |

|  | 66.84 % |

|  | 33.16 % |

|  | 99.30 % |

|  | 0.70 % |

|  | 100.00 % |

|  | 96.12 % |

|  | 50.90 % |

|  | 49.10 % |

|  | 99.30 % |

|  | 0.00 % |

|  | 100.00 % |

|  | 96.62 % |

|  | 61.46 % |

|  | 38.54 % |

|  | 98.74 % |

|  | 1.26 % |

|  | 100.00 % |

|  | 95.73 % |

|  | 31.45 % |

|  | 21.26 % |

|  | 19.31 % |

|  | 19.09 % |

|  | 8.89 % |

|  | 99.57 % |

|  | 0.43 % |

|  | 100.00 % |

|  | 95.46 % |